# ヴェネツィア・ジェノヴァ戦争
ヴェネツィア・ジェノヴァ戦争は、1256年から1381年までの125年間に、ヴェネツィア共和国とジェノヴァ共和国およびそれぞれの同盟国の間で、地中海での覇権をめぐり断続的に行われた一連の戦争。実際に戦火を交えた時期は4回に分けられ、その合計は28年に過ぎないが、これに含まれていない時期にも互いの私掠船が略奪しあったり、小規模な衝突が発生したりという事が地中海全域で発生し続けた。
第一次戦争（1256年 - 1270年）ではヴェネツィアが優位に立ったが、ジェノヴァがビザンツ帝国や黒海に進出するのを阻止できなかった。第二次戦争（1294年 - 1299年）ではジェノヴァが戦闘では圧倒的な勝利を収めたが、ジェノヴァ内での内紛もあって対立の決着には至らなかった。第三次戦争（1350年 - 1355年）ではヴェネツィアがアラゴン王国と同盟し、両陣営の戦力が拮抗したが、一回の大敗北と内紛によりヴェネツィアの勢力が後退した。
第四次戦争（1377年 - 1381年）では、ヴェネツィアは一時ジェノヴァ連合軍によって本国を占領されかける危機に陥った。最終的には盛り返したヴェネツィアが勝ったものの、双方が甚大な損害を出した戦争は痛み分けに終わった。

## 第一次戦争(1256年–1270年)
ヴェネツィアとジェノヴァの最初の全面戦争はアッコにおける特権を巡る紛争が発端となり、ジェノヴァ軍がヴェネツィアの管理する地区を攻撃したことで勃発した。ヴェネツィアはピサ共和国やプロヴァンス、テンプル騎士団の支援を受けた。一方ジェノヴァはカタルーニャ、アンコーナ、ホスピタル騎士団と組んだ。アッコの地元貴族は分裂して双方を支持した。ヴェネツィア本国を1257年に出発したロレンツォ・ティエポロ率いる艦隊は、翌1258年6月にアッコに到着しジェノヴァ海軍を破った。
しかし1261年にニカイア帝国のミカエル8世パレオロゴスがジェノヴァとニンファエウム条約を結び、コンスタンティノープルをラテン帝国から奪回すると、衛星国を失ったヴェネツィアは一転して窮地に立たされる。 1204年の第四次十字軍以来ヴェネツィアが謳歌してきたコンスタンティノープルと黒海での貿易独占がここで崩れた。
ヴェネツィア海軍より劣っていたジェノヴァ海軍は、戦闘を極力回避しようとした。第一次戦争での主だった会戦は、1258年のアッコの海戦と、1263年のエヴィア島・セッテポッジの戦いと、1266年のシチリア・トラーパニの戦いくらいのものである。いずれもヴェネツィアが勝利しているが、実のところ地中海におけるジェノヴァ船舶の商業活動にはほとんど影響がなかった上に、ヴェネツィアの貿易活動はジェノヴァの私掠船によって甚大な被害を受けた。1264年、ジェノヴァの提督シモーネ・グリッロはヴェネツィアの交易船を守る軍艦をおびき出し、残された輸送船団を丸ごと捕獲する大成功を収めた。
しかしジェノヴァ人とミカエル8世の間に対立が生じると、ヴェネツィアは1268年にビザンツ帝国と講和を結び、帝国内での地位と権利を部分的に回復することに成功した。
第一次戦争は1270年に休戦が結ばれひとまず終結する（クレモナ休戦条約）。これを仲立したのは、十字軍を実施するために両国の船舶を利用しようと考えたフランス王ルイ9世だった。 ヴェネツィアは残存する十字軍国家における地位を強化したが、一方でジェノヴァが持つビザンツ帝国内の特権や黒海交易路の独占を崩すことはできなかった。この後ジェノヴァはこの黒海における勢力を、オスマン帝国によるコンスタンティノープルの陥落（1453年）まで保った。

## 第二次戦争（1294年–1299年）
両国の対立は1291年の衝突を生み、1295年には公式に戦争が再開された。序盤こそヴェネツィアが優勢だったが、後半になるとジェノヴァが圧倒する展開となった。1294年にはヴェネツィア艦隊がジェノヴァを目指したが、キリキア・アルメニア王国のライアッツォなどの東方植民地からかき集められたジェノヴァ艦隊がこれを撃滅した。しかし1296年になるとジェノヴァで内紛が発生して艦隊を集結できなくなり、ヴェネツィア艦隊はエーゲ海のポカイアや黒海のカッファなどのジェノヴァ植民地から抵抗を受けずに略奪し、コンスタンティノープル郊外の防備が無い植民地ペラを焼き払った。
1297年になるとヴェネツィアは戦争をやめようとしたが、1298年にアドリア海に侵入したランバ・ドリア率いるジェノヴァ艦隊と戦わざるを得なくなった。両軍合わせて160隻以上のガレー船が衝突した、ヴェネツィアとジェノヴァの間で行われた最も規模の大きい戦闘であるクルツォラの海戦において、アンドレア・ダンドロ率いるヴェネツィア艦隊は大半の艦を失う壊滅的敗北を被った。しかしジェノヴァ側も手ひどい損害を受け、またリグリアでの抗争が収まらないのもあって、ランバ・ドリアはヴェネツィア本国へ進まずジェノヴァへ帰還することにした。この翌年にミラノ条約が結ばれ終戦した。マルコ・ポーロがヴェネツィア軍で戦って捕虜となり、牢屋で東方見聞録を著したのはこの第二次戦争である。

### ビザンツ・ヴェネツィア戦争 (1296年–1302年)
1296年、コンスタンティノープルのジェノヴァ人住民がヴェネツィア居留地を破壊し、多くのヴェネツィア人住民を虐殺する事件が起きた。ヴェネツィアとビザンツの間には1285年に休戦条約が結ばれていたが、ビザンツ皇帝アンドロニコス2世パレオロゴスはこの問題に際してすぐさまジェノヴァ支持を表明し、ヴェネツィア大使マルコ・ベンボを始めとする生き残ったヴェネツィア人を拘束した。
ヴェネツィアは開戦をちらつかせ、ビザンツに損害賠償をもとめた。1296年7月、ルッジェーロ・モロシーニ率いるヴェネツィア艦隊がボスポラス海峡を襲った。第二次ヴェネツィア・ジェノヴァ戦争と平行したこの時期、ヴェネツィアはポカイアやガラタなどのジェノヴァ植民地を占領するとともに、コンスタンティノープルの金角湾沿岸を焼き払った。一方のビザンツ帝国は、ヴェネツィアとの開戦までは望んでいなかった。
本格的なヴェネツィア・ジェノヴァ間の戦争は、1299年にミラノ条約が結ばれ、ヴェネツィア軍がギリシアで自由に活動できるようになってからであった。

## 第三次戦争 (1350年–1355年)
黒海をめぐる両国の争いは1350年に再発する。サルディーニャを領有して政治的・経済的にジェノヴァと対立していたアラゴン王国のペドロ4世は、ヴェネツィアと同盟して1351年に参戦した。
1351年の間にはエーゲ海やボスポラス海峡付近の駐留軍同士の衝突が主だったが、その中でパガニーノ・ドリア率いるジェノヴァ艦隊はヴェネツィアの植民地ネグロポンテを包囲した。1348年から1349年のビザンツ・ジェノヴァ戦争で敗北していたビザンツのヨハネス6世カンタクゼノスは、今回の戦争ではヴェネツィアに与してそのペラ攻撃を支援した。その後、ニッコロ・ピサニ率いるヴェネツィア・カタルーニャ連合艦隊がビザンツ艦隊に合流し、1352年2月にジェノヴァ艦隊と衝突した。このボスポラス海峡の海戦で双方が大きな損害を被ったが、カタルーニャ艦隊の被害は特に大きく、ニッコロ・ピサニは戦闘結果を引き分け以上にすることが出来なかった。パガニーノ・ドリアは、この戦いでビザンツ帝国を戦争から脱落させることに成功した。
1353年8月、ニッコロ・ピサニはヴェネツィア・カタルーニャ連合艦隊を率いてサルディーニャのアルゲーロにいるアントニオ・グリマルディ麾下のジェノヴァ艦隊の掃討に向かった。敗報を受けたジェノヴァは、ミラノの僭主ジョヴァンニ・ヴィスコンティの支配を受け入れた。1354年、パガニーノ・ドリアはナヴァリノ（ピュロス）に停泊していたニッコロ・ピサニの艦隊を不意打ちし、35隻のガレー船とニッコロ・ピサニを含む5000人の捕虜を獲得する大勝利を挙げた。（サピエンツァの戦い）これはヴェネツィアにおいては元首マリーノ・ファリエロの陰謀と廃位の遠因となり、彼の処刑後の1388年6月1日に和平が結ばれた。この和平自体はヴェネツィアの力を大きく削ぐものではなかったが、戦争で疲弊したヴェネツィアはハンガリーにダルマティアを奪われた。一方危機が去ったジェノヴァは、1356年にミラノから再独立した。

## 第四次戦争 (1377年–1381年)
1376年、ヴェネツィアはビザンツのヨハネス5世パレオロゴスからダーダネルス海峡近くのテネドス島を獲得し、ジェノヴァの黒海貿易を脅かし始めた。ジェノヴァはヨハネス5世の息子アンドロニコス4世パレオロゴスのクーデターを支持してヨハネス5世を廃位し、その見返りとしてアンドロニコス4世はテネドス島をジェノヴァに与え直そうとしたが、ヴェネツィアが島の返還を拒否したために戦争が勃発した。1377年にテネドス島奪取に失敗したジェノヴァはハンガリー、パドヴァ、オーストリアと対ヴェネツィア包囲網を結成した。ヴェネツィアはジェノヴァ本国に野心を持っていたミラノと、1373年から1374年の戦争でジェノヴァに従属を強いられていたキプロス王国と同盟を結んだ。
1378年、ルチアーノ・ドリア率いるジェノヴァの小艦隊がアドリア海に侵入したが、1379年にプーラでヴェットール・ピサニ率いるヴェネツィア艦隊に撃退された。その後ヴェネツィアはジェノヴァの大艦隊からアドリア海の防衛線を守るのに失敗し、ヴェネツィア本島に連なるラグーンの南端にあたるキオッジャをジェノヴァ・パドヴァ連合軍に占領されるに至った。
しかし1379年12月、地中海から帰還したカーロ・ジーノ率いるヴェネツィアの主力艦隊がジェノヴァの包囲を破り、逆にジェノヴァ艦隊をキオッジャに閉じ込めた。ジェノヴァは援軍を送ったがキオッジの友軍を救出することが出来ず、包囲された連合軍は1380年6月にヴェネツィアに降伏した。
その後ヴェネツィアとジェノヴァは上アドリア海で交戦を続けたが、1381年にサヴォイア公アメデオ6世の仲介でトリノの和約が結ばれた。キオッジャの戦いでの勝利にもかかわらず、ヴェネツィアは経済的に追い詰められており、テネドス島の放棄（軍備解体とサヴォイア公国への割譲）、キプロス島でのジェノヴァの特権の容認、トレヴィーゾのオーストリアへの割譲、ハンガリーへの毎年の貢納といった条件をのまざるを得なかった。ジェノヴァ側からの譲歩はほとんどなかった。

## その後
キオッジャ戦争の後も、ヴェネツィアとジェノヴァの対立関係は残った。しかし、ヴェネツィアが立て直しに成功して大陸部の領土を広げ繁栄していく一方でジェノヴァは蓄積した戦債の処理に失敗、慢性的な経済的・政治的不安定の時代に入る。そして1396年、ジェノヴァはフランスの主権を認め、15世紀の間さまざまな国の支配下に入る時代となる。
1400年以降、西地中海ではアラゴンの勢力が強まり、ジェノヴァにとってヴェネツィア以上の宿敵となった。1458年にアラゴン王アルフォンソ5世が死去するまで激しい対立が続き、両国は3度の全面戦争を経験した。
ヴェネツィアとジェノヴァの紛争は、1403年のモドンの戦いなど散発的に続いた。また1431年から1433年にかけてヴェネツィアとミラノが戦った時、当時ミラノに従属していたジェノヴァも旧敵と海戦をしている。しかしこののち、ヴェネツィアとジェノヴァのあいだにかつてのような好敵手の関係が復活することは無かった。